# Résolution 1538 du Conseil de sécurité des Nations unies
Membres permanents
- Chine
- États-Unis
- France
- Royaume-Uni
- Russie

Membres non permanents
- Algérie
- Allemagne
- Angola
- Bénin
- Brésil
- Chili
- Espagne
- Pakistan
- Philippines
- Roumanie

Résolution no 1537 Résolution no 1539
La résolution 1538 du Conseil de sécurité des Nations Unies, adoptée à l'unanimité le 21 avril 2004, après avoir exprimé des inquiétudes concernant l'administration et la gestion du programme pétrole contre nourriture en Irak, a ordonné une enquête pour se pencher sur l'affaire.
Le Conseil de sécurité a exprimé sa volonté de voir une enquête sur les allégations selon lesquelles le gouvernement irakien aurait contourné les dispositions de la résolution 661 (1990) en versant des pots-de-vin, de corruption, des surtaxes sur les ventes de pétrole et des paiements illicites concernant l'achat de biens humanitaires. En outre, les médias ont rapporté que des cas de corruption et de fraude avaient eu lieu lors de la gestion et de l'administration du Programme, établi par la résolution 986 (1995). Ces allégations ont été publiées pour la première fois en janvier 2004 dans le journal irakien Al Mada, qui affirmait que 270 anciens responsables gouvernementaux, militants et journalistes de 46 pays avaient profité du programme. Le Conseil a réaffirmé que les activités illégales menées par des représentants des Nations Unies étaient inacceptables.
La résolution salue la création d'une enquête indépendante de haut niveau sur la question par le Secrétaire général Kofi Annan et souligne la nécessité d'une pleine coopération avec l'enquête menée par l'Autorité provisoire de la Coalition, les responsables et le personnel des Nations Unies, l'Iraq et tous les États membres,.

## Voir également
- Guerre du Golfe
- Invasion du Koweït
- Sanctions contre l'Irak
- Guerre d'Irak